# Тохоме
Тохомѐ (на английски: Tohome) е малко северноамериканско индианско племе, което, по време на контакта с европейците, живее на западния бряг на река Томбигби, малко над устието ѝ, в северозападната част на Флорида и югоизточна Алабама. Тясно свързани са с племената наниаба и мобила, понякога наниаба се разглежда като тяхно подразделение.

## История
Пиер Ле Мойн д’Ибервил е първият бял човек, който научава за тохоме през 1700 година и изпраща хора да се срещнат с вождовете на племето. През 1702 година Д’ибервил ги посещава лично. След това племето се мести близо до град Мобил при племето мобила. Последно се чува за тях през 1772 година, след което вероятно се присъединяват към племето чокто.